# Eke Uzoma
Eke Uzoma (* 11. August 1989 in Lagos, Nigeria) ist ein nigerianischer Fußballspieler. Der defensive Mittelfeldspieler kam viermal für den SC Freiburg in der Bundesliga zum Einsatz. In der 2. Bundesliga bestritt er für den SC Freiburg, den TSV 1860 München und die Arminia Bielefeld 68 Spiele.

## Laufbahn

### Jugend in Nigeria und Freiburg
In seiner Heimat Nigeria spielte Uzoma bei Eleme United. Mit 15 Jahren kam er nach Deutschland, wo er sich nach kurzer Zeit in einem Wohnheim für Asylbewerber in Müllheim unterkam. Sein Vormund erkannte sein fußballerisches Talent und half ihm, eine Spielgenehmigung für die B-Jugend des Kreisligisten Alemannia Müllheim zu bekommen. Im Dezember 2005 wechselte er in die Fußballschule des SC Freiburg, wo er zunächst als Stürmer spielte. Mit der Zeit wurde Uzoma immer defensiver eingesetzt. Nachdem er einige Partien als Spielmacher bestritten hatte, spielte er schließlich im defensiven Mittelfeld.

### Anfänge im Profifußball

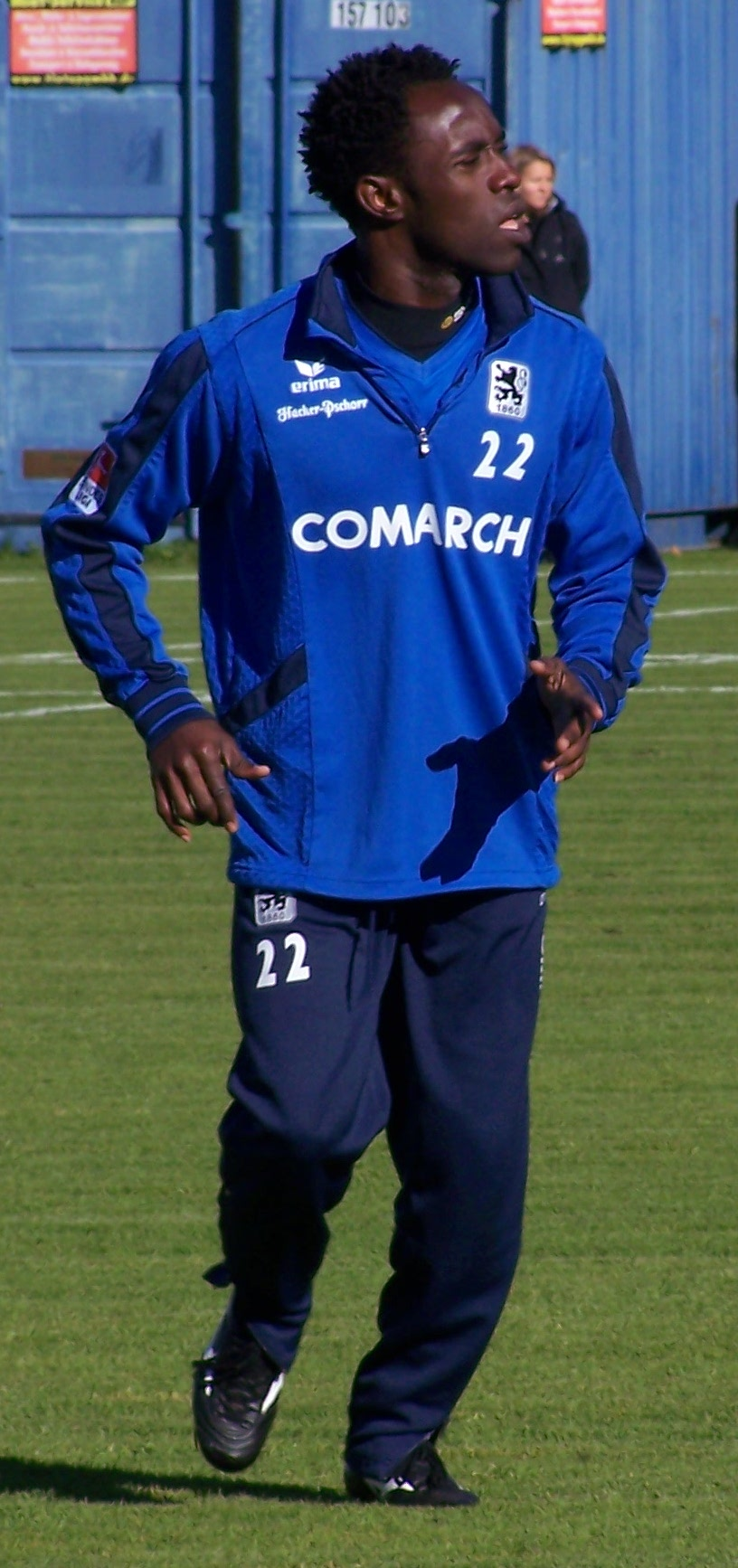
Uzoma im Training, 2010

Als im September 2007 dem Freiburger Profiteam für ein Trainingsspiel zu wenig Spieler zur Verfügung standen, wurden die freien Plätze mit einigen A-Jugendspielern besetzt. Dabei überzeugte Uzoma Trainer Robin Dutt derart, dass der ihn für das anstehende Zweitligaspiel gegen die TSG 1899 Hoffenheim in die Startaufstellung berief. Uzomas Leistung beim 3:2-Erfolg gegen Hoffenheim mündete in einem langfristigen Profivertrag und der Wahl in die „Kicker Elf des Tages“. Sein erstes Zweitligator erzielte er drei Wochen später in Köln, der Distanzschuss wurde von den Zuschauern der Sportschau zum „Tor der Woche“ gewählt. In der Winterpause 2007/08 führte das Kicker-Sportmagazin Uzoma als drittbesten defensiven Mittelfeldspieler der 2. Bundesliga hinter Daniel Gunkel und Patrick Paauwe. Neben Ivica Banović blieb Uzoma im defensiven Mittelfeld in den folgenden Monaten Stammspieler, den anvisierten Aufstieg verfehlte der Sport-Club auf Rang 5 liegend. Auch das Finale um die deutsche A-Jugendmeisterschaft 2008 verpasste Uzoma: nachdem er mehrfach zum Training verspätet erschien, wurde er aus dem Finalkader gestrichen.
Auch zu Beginn der Zweitligasaison 2008/09 gehörte Uzoma zum Stammpersonal der Breisgauer, verlor diesen Platz aber zum Jahreswechsel hin an Johannes Flum und Julian Schuster. Am Saisonende stieg Freiburg als Zweitligameister in die 1. Bundesliga auf, Uzoma hatte bis zu diesem Zeitpunkt insgesamt 50 Zweitligaspiele für Freiburg absolviert. Im Sommer 2009 erhielt Uzoma eine Einladung des nigerianischen Fußballverbandes. Er trainierte kurz mit der U-20-Mannschaft Nigerias, bevor er zur A-Mannschaft hochgezogen wurde. Da er sich jedoch verletzte, konnte er in den anstehenden Länderspielen nicht eingesetzt werden. Diese Verletzung war auch beim SC Freiburg ein Rückschlag für ihn, Uzoma war in seiner ersten Bundesligaspielzeit nur mehr Ergänzungsspieler. Bis zur Winterpause kam er auf vier Kurzeinsätze. Durch den ersten dieser Kurzeinsätze, am 24. Oktober 2009, wurde er der 5000. in der Bundesliga eingesetzte Spieler.

### Wechsel nach München
Für die Rückrunde der Spielzeit 2009/10 wurde er an den Zweitligisten TSV 1860 München ausgeliehen, für den er sechsmal auflief. Eine vereinbarte Kaufoption ließen die Sechzger am Saisonende zwar verstreichen, am Beginn der neuen Spielzeit einigte man sich jedoch mit dem SC Freiburg auf einen ablösefreien Wechsel nach München. Uzoma unterzeichnete einen Zweijahresvertrag. In der Hinrunde der Spielzeit 2010/11 wurde nur in den ersten beiden Saisonspielen eingesetzt. Für die Rückrunde wurde er an den Ligakonkurrenten Arminia Bielefeld ausgeliehen, wo er zehnmal zum Einsatz kam. Im April 2011 erhielt er eine Einladung in die nigerianische U-23-Auswahl für das Olympiaqualifikationsspiel gegen Äquatorialguinea, musste seine Teilnahme aber verletzungsbedingt absagen.
Im Sommer 2011 kehrte Uzoma nach München zurück. Da Trainer Reiner Maurer jedoch nicht mit ihm plante, trainierte er seitdem mit der Regionalligamannschaft der Löwen, für die er aber als Nigerianer nicht spielen durfte. Nachdem er in der ganzen Saison ohne Einsatz geblieben war, verließ er den TSV 1860 im Sommer 2012. Er bezeichnete die Zeit in München als „Prüfung von Gott“.

### Neuanfang in Ungarn und Abstecher nach Sandhausen
Mitte Juli 2012 unterschrieb Uzoma dann einen Zweijahresvertrag mit Option auf ein weiteres Jahr beim ungarischen Erstligisten Pécsi Mecsek FC. Er spielte für Pécsi Mecsek FC in der Saison 2012/13 sowie bis zur Winterpause der Saison 2013/14. Daraufhin wechselte er wieder nach Deutschland und unterschrieb beim Zweitligisten SV Sandhausen einen Vertrag bis Juni 2014. Uzoma wurde jedoch in der Rückrunde der 2. Bundesliga-Saison 2013/14 nur einmal beim 3:0-Sieg gegen den FSV Frankfurt in der 64. Minute eingewechselt. Nach dem Ende der Saison wechselte er erneut zu Pécsi Mecsek FC und absolvierte für diesen 21 Spiele in der Saison 2014/15.

### Wechsel nach Serbien
Zur Saison 2015/16 wechselte Uzoma in die höchste serbische Liga zu FK Spartak Subotica.

### Rückkehr nach Deutschland
Im Winter 2016 wechselte er zurück nach Deutschland zum Drittligisten Chemnitzer FC. Zur Saison 2016/2017 erfolgte sein Wechsel zum Regionalligisten Berliner AK 07.

### Erneuter Wechsel nach Ungarn
Im Sommer 2017 wechselte er wieder nach Ungarn zum Erstliga-Aufsteiger Balmazújvárosi FC. Nach dem Abstieg seiner Mannschaft blieb er der Liga erhalten und wechselte im Sommer 2018 zu Honvéd Budapest, wo er drei Jahre blieb. In der Saison 2019/20 gewann er mit Honvéd den Ungarischen Pokalwettbewerb. 2021 wechselte er für eine Saison zum Zweitligisten Tiszakécske LC.

### Rückkehr nach Deutschland
Zur Saison 2022/23 kehrte Uzoma nach Deutschland zurück und spielte in der Regionalliga Nordost für Tennis Borussia Berlin, ehe er ligaintern im Frühjahr 2023 zum FC Viktoria 1889 Berlin wechselte.